# Sing-Akademie zu Berlin
Die Sing-Akademie zu Berlin ist die älteste gemischte Chorvereinigung der Welt. Die seit 1791 bis heute ununterbrochen fortbestehende Institution umfasst gegenwärtig einen großen Hauptchor für Erwachsene, einen Kammerchor, einen Mädchenchor sowie ein Archiv, das zu den bedeutendsten Notensammlungen des 18. und 19. Jahrhunderts zählt. Musikalischer Leiter des Hauptchores der Sing-Akademie ist seit 2006 Kai-Uwe Jirka, Professor an der Universität der Künste Berlin. Der Mädchenchor wird geleitet von Friederike Stahmer, Professorin an der Hochschule für Musik, Theater und Medien Hannover. Für Programmleitung und Dramaturgie zeichnet Christian Filips verantwortlich.

## Geschichte

### Gründung und Aufbau 1791–1900

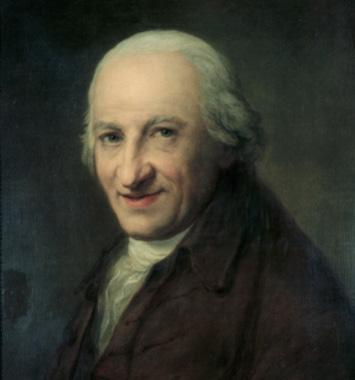
Carl Friedrich Christian Fasch, Stifter der Sing-Akademie zu Berlin

Die Gründung der Sing-Akademie zu Berlin wird auf den 24. Mai 1791 datiert, an dem ihr Begründer und erster Direktor Carl Friedrich Christian Fasch, Hofcembalist Friedrichs des Großen, zum ersten Mal ein Probentagebuch zu führen begann. Fasch vermerkte in diesem 1791: „Den 24. May bey Mad. Voitus zum ersten mahl“. Der Chor hatte zu dieser Zeit 28 Mitglieder und aus dem gelegentlichen Üben und Proben war ein regelmäßiges Zusammenkommen geworden. Bekannt wurde der Chor zuerst für seinen gemischten A-cappella-Chorklang, der den Geschmack der damaligen Zeit traf.
Private Probenräume reichten wegen der ständigen Zunahme der Mitgliederzahl bald nicht mehr aus, weshalb Fasch beim zuständigen Minister die Bereitstellung des Saales der Königlichen Akademie der Künste erbat. Am 5. November 1793 konnte der Chor im Saal der Akademie erstmals proben. „Den 5. November wurde dem zufolge die Akademie eröffnet und die Vorsteher der Gesellschaft vorgestellt“, schrieb Fasch in seinem Probentagebuch. Seit diesem Tag nannte sich der Chor Singe-Accademie. Ab dem Jahr 1794 studierte Fasch regelmäßig, neben Eigenem, Werke von Johann Sebastian Bach ein. Die Sing-Akademie wurde schnell über Berlin hinaus bekannt. Komponisten wie Joseph Haydn und Ludwig van Beethoven, der die Sing-Akademie 1796 besuchte, schrieben für sie. Als Fasch am 3. August 1800 starb, zählte der Chor bereits 137 Mitglieder.
Faschs Nachfolger und zweiter Direktor, Carl Friedrich Zelter, erwirkte 1817 auf der Basis der Ersten Grundverfassung die Erteilung der Korporationsrechte an die Sing-Akademie durch das Preußische Ministerium des Innern und verankerte sie fest in einem System preußischer Musikpflege. Er gliederte ihr 1807 eine Orchesterschule an und ließ aus ihr 1808 eine Liedertafel hervorgehen, den ersten Männerchor der deutschen Geschichte. Unter seiner Direktion wurde 1827 der Bau eines eigenen Konzertgebäudes am Festungsgraben in der Nähe der Straße Unter den Linden abgeschlossen.
Im 19. Jahrhundert bestand die Bedeutung der Sing-Akademie in der Pflege des musikalischen Werks Johann Sebastian Bachs und darin, die geistliche Musik einem bürgerlichen Publikum außerhalb der Kirche zugänglich gemacht und somit einen Übergang von der höfischen Musikkultur zur bürgerlichen Musikpflege ermöglicht zu haben.
In der Sing-Akademie fand am 11. März 1829 jene legendäre Wiederaufführung der Matthäus-Passion von Johann Sebastian Bach erstmals nach dessen Tod unter dem 20-jährigen Felix Mendelssohn Bartholdy statt, die eine Bach-Renaissance eines sehr breiten Maßstabs einleitete. Das Cembalo des Berliner Instrumentenbauers Johann Christoph Oesterlein, welches Carl Friedrich Zelter gehörte und von dem aus Felix Mendelssohn Bartholdy vermutlich die berühmte Aufführung der Matthäuspassion leitete, befindet sich als Dauerleihgabe der Sing-Akademie im Musikinstrumenten-Museum Berlin. In der zweiten Hälfte des 19. Jahrhunderts ließ sich eine gewisse Stagnation im Repertoire erkennen.

### Modernisierung und Renommee 1900–1950

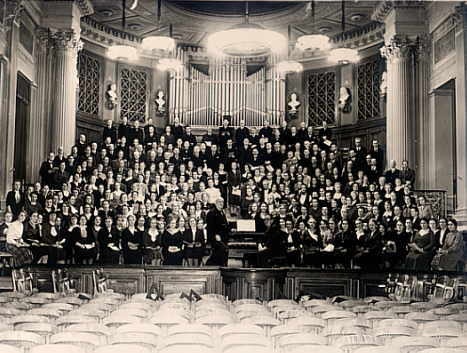
Die Sing-Akademie mit Direktor Georg Schumann im Haus am Festungsgraben hinter der Neuen Wache (1940)

Erst unter der Direktion des Komponisten und Pianisten Georg Schumann öffnete sich der Chor mit Beginn des 20. Jahrhunderts der modernen Musik. Schumann entwickelte die Sing-Akademie zu einem Spitzenchor, der bis zum Beginn des Zweiten Weltkriegs außer Abo-Konzertreihen im eigenen Haus regelmäßig Konzertreisen innerhalb Deutschlands und Europas unternahm und neben dem Berliner Philharmonischen Orchester, mit dem der Chor regelmäßig musizierte, zu einem der bedeutendsten musikalischen Botschafter Berlins im Ausland wurde.
Konzertreisen in das europäische Ausland
- 1913, April und Mai: Mailand, Turin und Bologna mit dem Berliner Philharmonischen Orchester; Aufführungen der J. S. Bachschen Passionen sowie des Deutschen Requiems von J. Brahms; (Erstaufführungen in Italien).
- 1926, Oktober 1926: Mitteleuropa; Prag (mit der Tschechischen Philharmonie), Brünn, Wien (mit dem Wiener Concertverein/ Wiener Sinfonieorchester, den heutigen Wiener Symphonikern) und Budapest; J. S. Bach, h-Moll-Messe; L. van Beethoven, Missa solemnis; G. F. Händel, Israel in Egypt;
- 1927, Mai 1927: Konzerte mit dem Scala-Orchester in der Mailänder Scala; J. S. Bach, h-Moll-Messe; G. F. Händel, Israel in Egypt.
- 1930, Oktober: Stockholm, Oslo, Göteborg und Kopenhagen; J. S. Bach, h-Moll-Messe; G. F. Händel, Israel in Egypt.
- 1935, April: Kopenhagen; J. S. Bach, Johannes-Passion; G. F. Händel, Israel in Egypt.
- 1939, März: Rom, Neapel, Venedig (Teatro La Fenice), Florenz (Palazzo Vecchio), Bologna; J. S. Bach, h-Moll-Messe, Matthäus-Passion; J. Haydn, Die Jahreszeiten (6 Konzerte in 12 Tagen).[5]

### Neubeginn 1950–1973
Von diesem hohen Niveau künstlerischen Wirkens wurde die Sing-Akademie durch den Zweiten Weltkrieg, dessen Folgen – Zerstörung des eigenen Hauses und damit der wirtschaftlichen Grundlage, Teilung Berlins und Deutschlands – herabgestürzt. Gleichwohl gelang es Georg Schumann, die Sing-Akademie während des Krieges dem Zugriff des Goebbelsschen Propaganda-Ministeriums zu entziehen, indem er sie unter Wahrung ihrer rechtlichen Selbständigkeit der Akademie der Künste angliederte. Dies verhinderte ein Verbot nach Kriegsende, ein Schicksal, dem fast alle Vereine und Verbände in Deutschland zum Opfer fielen, und sicherte ihr unter alliierter Besatzung das Überleben. Die Sing-Akademie hat daher seit ihrer Gründung einen lückenlosen Namens- und Rechtsbestand. Während und nach dem Krieg wurde stets die Proben- und Konzerttätigkeit aufrechterhalten. Am 14. April 1945, kurz vor dem Einmarsch der Roten Armee, als an Musik oder gar Konzerte im zerstörten Berlin kaum mehr zu denken war, gab der Chor im noch unzerstörten Beethoven-Saal zusammen mit den Berliner Philharmonikern das letzte Konzert vor Kriegsende mit dem Deutschen Requiem von Johannes Brahms. Bereits am 21. und 24. November 1945 folgte gemeinsam mit dem Staatsopernorchester unter Georg Schumann mit J. S. Bachs h-Moll-Messe das erste Nachkriegskonzert.
1950 übernahm Mathieu Lange die Leitung der Sing-Akademie, an deren Spitze er fast 25 Jahre stand.
Er setzte die Bach-Pflege des Chores fort. Für die Erneuerung im Sinne einer modernen, transparenteren Bach-Klangs und „[…] weil er als neuer Leiter […] unter schwierigen Bedingungen den Chor der Sing-Akademie wieder zu dem vollwertigen Instrument gemacht hat, das er in Berlin war […]“ erhielt Mathieu Lange 1951/52 den Musikpreis des Verbandes der Deutschen Kritiker in Berlin.
Das Bundesverdienstkreuz im September 1967, die Zelter-Plakette im März 1970 und der Georg-Friedrich-Händel-Ring im Mai 1971 würdigten außerdem die hervorragenden Verdienste, die sich Mathieu Lange durch die Pflege wertvoller Chor-Musik mit der Sing-Akademie erworben hatte.
Mit den alljährlichen Aufführungen von Bachs h-Moll-Messe, Matthäus-Passion und Weihnachtsoratorium führte er die Tradition der Sing-Akademie fort.
Da das Haus der Sing-Akademie Unter den Linden gegenüber der Staatsoper beschlagnahmt worden war, fanden die Chorproben zunächst in den Hörsälen der Charité, später in der Schulaula einer Berufsschule am Halleschen Ufer statt. Mit dem Bau der Philharmonie 1963 gelang es Mathieu Lange, unterstützt vom Berliner Senat, endlich einen angemessenen Probenraum als Domizil zu nutzen.
Neben Chorwerken von Georg Friedrich Händel, Joseph Haydn, Wolfgang Amadeus Mozart, Johannes Brahms, Anton Bruckner und Robert Schumann überraschte er auch international immer wieder mit Aufführungen versunkener und zum Teil vergessener Werke großer Komponisten. So förderte er z. B. eine Messe des 18-jährigen Giacomo Puccini und ein Te Deum des 20-jährigen Georges Bizet ans Licht, außerdem weithin unbekannte Werke von Claudio Monteverdi, Alessandro Scarlatti, Carl Philipp Emanuel Bach, Antonio Caldara, Carl Maria von Weber, Otto Nicolai und anderen.
Auch die Moderne fehlte unter seiner Leitung nicht im Repertoire der Sing-Akademie: Igor Strawinsky, Max Baumann, Hans Werner Henze (Musen Siziliens, Auftragswerk zum 175-jährigen Bestehen des Chores 1966).
Konzertreisen führten die Sing-Akademie unter Mathieu Lange ins In- und Ausland, z. B. nach Schweden, Frankreich und Polen.
Nach dem Bau der Berliner Mauer 1961 war Ost-Berlinern der Zugang zum Chor der Sing-Akademie verwehrt, wobei durch den jahrelangen Probenort in West-Berlin kaum noch aktive Mitglieder aus dem Ostteil verblieben waren. 1963 gründete der Dirigent Helmut Koch in Ost-Berlin am Schauspielhaus in Berlin-Mitte unter Protest aus dem Westteil der Stadt mit fast gleicher Namensbezeichnung eine Berliner Singakademie, während in West-Berlin weiterhin die Sing-Akademie zu Berlin fortbestand. Bis heute existieren beide Ensembles getrennt voneinander und bereichern das Kulturleben der Stadt.

### Repertoire-Erweiterungen 1973–2006
Zum Nachfolger Langes wurde 1973 der Dirigent und Komponist Hans Hilsdorf gewählt. Er erweiterte das Repertoire nach allen Seiten, stellte Stabat-mater-Kompositionen von Francis Poulenc, Gioachino Rossini und Antonín Dvořák vor. Osteuropa trat mit Zoltán Kodály (Psalmus Hungaricus) ins Blickfeld. Die Auseinandersetzung mit der Moderne – Bernd Alois Zimmermann, Hans Gál, Nikolai Badinski, Helge Jörns und anderen – gelangte 1983 bis zur Kantate Das Augenlicht von Anton Webern („Durch unsre offnen Augen“, Op. 26, 1935), gemeinhin Laienchören verschlossen. Unter Hilsdorfs Leitung feierte die Sing-Akademie 1991 ihr 200-jähriges Bestehen mit einem Konzert in der Deutschen Oper Berlin sowie vor ihrem Stammhaus hinter der Neuen Wache.
Der Verbindung historischer und zeitgenössischer Musikpraxis widmet sich die Sing-Akademie zu Berlin bis heute. Als Hilsdorf 1999 verstarb, hinterließ er sie in schwieriger Situation. Es gab innerhalb der Chorvereinigung Richtungsstreitigkeiten und Querelen über einen neuen Umgang mit der Berliner Singakademie in der wiedervereinten Stadt sowie die Ausrichtung der künstlerischen Arbeit. Die Sing-Akademie konnte sich lange nicht über einen Nachfolger im Direktorenamt einigen. Die Bürde und Verantwortung gegenüber ihrer Geschichte wurde zur Last, Interimsleiter führten die Proben- und Konzertarbeit fort.
Im September 2002 übernahm Joshard Daus die künstlerische Leitung und begründete eine enge Kooperation mit der EuropaChorAkademie. In diese Zeit fallen erste Aufführungen aus dem zurückgegebenen Musikarchiv und Einspielungen der Passionswerke von Carl Philipp Emanuel Bach. Daus bildete einen Kammerchor insbesondere zur Aufführung der Archiv-Werke. Im Dezember 2005 wurde die gemeinsame Zusammenarbeit einvernehmlich beendet.

### Seit 2006
Im Sommer 2006 übernahm ein dreiköpfiges Leitungsteam die künstlerische Arbeit der Sing-Akademie zu Berlin. Die musikalische Gesamtverantwortung übernahm der Dirigent Kai-Uwe Jirka, Professor für Chorleitung an der Universität der Künste. Der Chor wurde neu formiert und wuchs bald wieder zu einer oratorischen Besetzungsgröße heran. Die Programmleitung übernahm der Schriftsteller und Musikdramaturg Christian Filips. Zudem wurde ein Mädchenchor unter der Leitung von Friederike Stahmer neu gegründet, der rasch zu einem großen Ensemble mit mehreren Gruppen heranwuchs. Eine feste Kooperation verbindet die Sing-Akademie seither mit der Universität der Künste, insbesondere mit dem Staats- und Domchor und mit dem Institut für Kirchenmusik, durch Einbezug junger Nachwuchschorleiter in die Proben und Konzerte. Mit der Etablierung von Singalongs und offenen Konzertformaten für Kinder und Erwachsene (in den Reihen Oratorio und Familiär) wurde die Sing-Akademie erneut zu einem Anlaufpunkt für die Berliner Öffentlichkeit. In experimentellen Formaten wie dem Chorlabor und der Liedertafel trafen sich zudem die zeitgenössische Musik- und Literaturszene der Stadt (zu Gast waren u. a. Ann Cotten, Elke Erb, Mara Genschel, Johannes Kreidler, Harald Muenz, Martin Schüttler, Monika Rinck) und entwickelte neue Formate für Vokalensembles.
Das auch überregional viel beachtete Programm konzentriert sich seither vor allem auf Wiederentdeckungen unbekannter Werke, vor allem in der Gattung des Oratoriums (Adolph Bernhard Marx, Allan Pettersson, Luigi Dallapiccola u. a.), auf Ur- und Erstaufführungen zeitgenössischer Komponisten (Jörg Birkenkötter, Luke Bedford, Katia Tchemberdji, Jennifer Walshe), auf Stücke aus der Geschichte der Sing-Akademie aus dem Bereich der Alten Musik (u. a. von Carl Fasch, Johann Friedrich Reichardt, Carl Friedrich Zelter) und auf Cross-Over-Projekte, u. a. mit der Lautten Compagney Berlin, auf Einladung des Maxim-Gorki-Theaters, des Hauses der Berliner Festspiele und der Volksbühne am Rosa-Luxemburg-Platz. Auch prominente Schauspielerinnen und Schauspieler wie Jens Harzer, Hanna Schygulla, Sophie Rois, Volker Spengler und international erfolgreiche Sängerinnen wie Nikolay Borchev, Benedikt Kristjánsson, Anna Prohaska oder Matthias Goerne waren immer wieder an den Produktionen der Sing-Akademie beteiligt.
Im April 2008 titelte das Wall Street Journal: A Growing Chorus: Sing-Akademie Blooms Anew in Berlin. Am 26. November 2011 schrieb Jan Brachmann in der Frankfurter Allgemeinen Zeitung: „Jetzt hat ihr die Kunst die Tür geöffnet: die große Begabung von Christian Filips und Kai-Uwe Jirka, unter der Asche des Vergessens jene Stellen der Berliner Musikgeschichte aufzuspüren, wo noch Glut wartet, die Flammen schlägt, wenn der richtige Hauch sie trifft.“
Besondere Beachtung fanden u. a. 2009 die moderne Wiederaufführung des Oratoriums Mose von Adolph Bernhard Marx, das Roaratorio Tristram Shandy 2013 im Haus der Berliner Festspiele, 2019 die um vierzig Jahre verspätete Uraufführung von Christfried Schmidts Markuspassion in der Gethsemanekirche und die deutsche Erstaufführung der Cantata Criolla von Antonio Estévez im August 2019 im Berliner Dom.
Seit 2017 kooperiert die Sing-Akademie zu Berlin mit der Flüchtlingsinitiative Neue Nachbarschaft Moabit, führt regelmäßig offenes Singen für Kinder und Erwachsene mit Migrationshintergrund durch und gestaltete u. a. Konzerte mit Musikern u. a. aus Syrien, Iran und Tschetschenien.
Der Mädchenchor der Sing-Akademie hat ein eigenes Profil herausgebildet, gastierte in zahlreichen Opernhäusern und Theatern der Stadt. 2017 erhielt der Chor eine Silbermedaille im Grand Prix of Nations in der Berliner Philharmonie. Im Mai 2018 nahm er am Deutschen Chorwettbewerb teil und erhielt den 2. Preis. Konzertreisen führten ihn unter anderem nach Island, Spanien, Dänemark, in die Schweiz sowie 2019 nach China.
Im März 2020 mussten alle Ensembles der Sing-Akademie ihren Chor-Betrieb aufgrund der COVID-19-Pandemie in den digitalen Raum verlagern und mehrere Monate auf Chorproben verzichten.

## Das Haus der Sing-Akademie

### Schinkels Entwurf

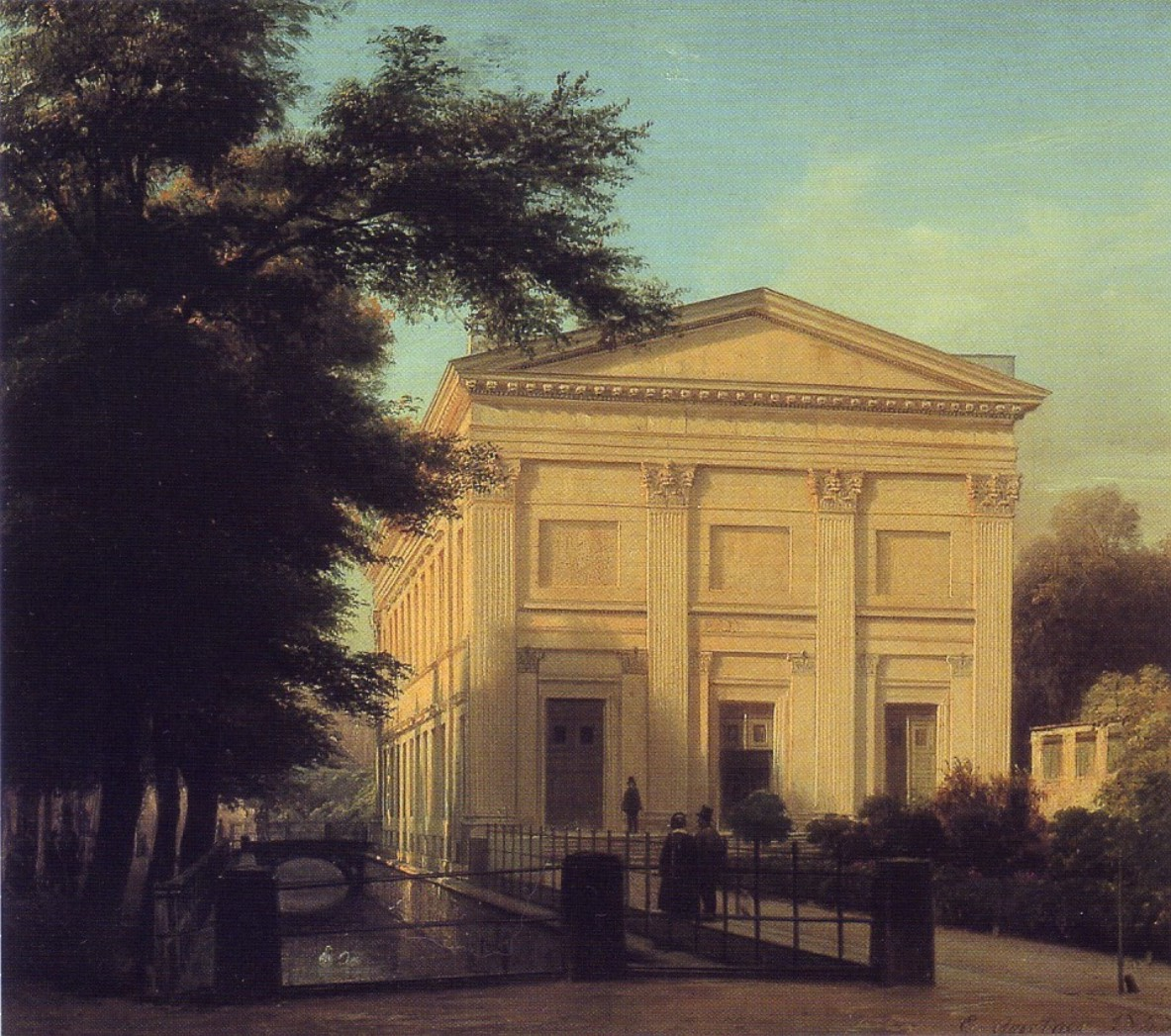
Sing-Akademie, Gemälde von Eduard Gaertner (1843)

1821 legte der Architekt, Baumeister und Freund Zelters, Karl Friedrich Schinkel einen Entwurf für das Gebäude der Sing-Akademie auf dem ihr vom König geschenkten Grundstück hinter der Neuen Wache vor. Schinkel entschied sich für ein zweigeschossiges Gebäude. Der Konzertsaal sollte nur wenige Stufen über ebener Erde liegen und nicht unterkellert werden.
Auf dem Gebäudefirst wurde eine Lyra mit Fischvoluten und Schwanbekrönung und im Giebeldreieck Griechisches emblematisiert.
Der Saal war im Entwurf zweigeschossig gestaltet. Eine Sockelausbildung umfasste das Saalgrundgeschoss, in dessen Eingangsschmalseite sich die Türen vom Eingangsraum befinden, an der Szeneseite das Amphitheater des Chores ansteigend.
Die Innenarchitektur des Obergeschosses wird beherrscht von den saalrundum angeordneten freistehenden dorischen Säulen. Hinter den Säulen je Seite befinden sich schmale Seitenemporen für je nur eine Sitzreihe. Die rückwärtige Empore über dem Eingangsraum bietet fünf ansteigende Sitzreihen hinter einer zwischengestalteten Galerie als Säulen-Doppelstaffelung. Demgegenüber, hinter dem Podium der Sänger, befindet sich in variabler Raumzuordnung der Kleine Saal, also hinter den vier freistehenden dorischen Säulen. Die sich ergebenden fünf Öffnungen zum Saal für den Winter und für kleinere Übungen erhalten also aus der Idee der Raumvariabilität:
„Thüren, welche man nach unten verschwinden lassen kann, wodurch diese beiden Säle vereinigt sind“, wie Schinkel auf der Zeichnung vermerkt. Ein Saal also, einem höchst konzentrierten und streng disziplinierten Architekturwollen verpflichtet, der Vorrangiges dem Dienst am Musikleben schuldet.

### Ottmer-Entwurf und Bauausführung
Der Braunschweigische Architekt Carl Theodor Ottmer beließ unter Verwendung des Schinkelentwurfs das Raumangebot einschließlich Kleinem (Winter-)Saal und fügte als eigentliches Gewinnangebot das gesamte Entrée-Erdgeschoss neu ein, so dass der Saal in das Obergeschoss gelegt ist.
Der Entwurf brachte die gewünschte eigene Konzerthausstruktur, wobei die Anordnung nur einer Seitenempore dem Saal das Moment einer oft als störend empfundenen Dynamik anstatt architektonische Eindeutigkeit brachte.
Die Bautätigkeiten begannen im Mai 1825 neben dem Festungsgraben. Der hohe Grundwasserstand behinderte die Grabearbeiten, so dass ein ganzes Kellergeschoss tief in die Erde gegraben und der Keller gebaut werden musste, wie Zelter gegenüber Goethe klagte. Beim Richtfest mit dem Rohbau am 25. November 1826 waren die von Schinkel angesetzten Gesamtkosten bereits aufgebraucht. Am 8. April 1827, nach zweijähriger Bauzeit, erfolgte die feierliche Einweihung des Hauses, welches fortan der Institution als Heimstätte und Vortragsort diente.

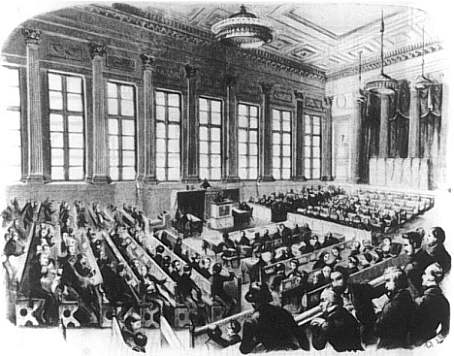
Konstituierende Sitzung der Preußischen Nationalversammlung in der Sing-Akademie zu Berlin 1848, Holzstich

Architekturbezogen interessant ist die für die 1848 abgehaltenen Sitzungen der Preußischen Nationalversammlung gewählte Querbestuhlung gegen die an der Längsseite (Westseite) des Saales befindlichen Fenster. Vom Vortragenden aus betrachtet befindet sich die Bestuhlung in klassischer Symmetrieanordnung. Im Rücken der Querreihen mit Blick zu den Seitenfenstern liegt die Seitenempore. Die Säulen des Kleinen Saales sowie die Eingangsempore befinden sich im Rücken der Längsbestuhlung. Diese gewählte Sitzanordnung lässt den Redner und die offene Debatte viel stärker im Zentrum des Geschehens stehen, als wenn die übliche „frontale Konzertbestuhlung“ belassen worden wäre.
1865 erfolgte eine innere Umorganisation der Erschließungsräume des Saales nach Plänen des Architekten Martin Gropius, um weitere Zuhörerplätze unter der rückwärtigen Empore zu gewinnen. Später erhielt die Singakademie eine Orgel.
1875 wurde ein zusätzlicher Treppenhausanbau an der Südwestecke errichtet – in der Architektur mehr Beeinträchtigung, in der Nutzung des Konzerthauses eine flexible Maßnahme.
1888 erfolgte ein zweiter Treppenhausanbau an der Nordwestecke, der Kleine Saal (genannt Cäciliensaal) wurde aufgelassen und eine Podiumsvergrößerung vorgenommen. Das Haus hatte gezeigt, welchen Karriereanstieg der Sing-Akademie es mittragen konnte.

### Bedeutung des Hauses
Direktor Zelter und die Sing-Akademie hatten vielerlei Probleme mit Finanzen und schwierigem Baugrund zu bewältigen. Schinkels Entwurf war zuvor aus Kostengründen verworfen worden. Bereits 1812 hatte Schinkel einen Saalentwurf für die Sing-Akademie bei der Akademie der Künste vorgestellt, der seitens der Akademie wegen eigenen Platzmangels etwas rüde abgelehnt wurde.
Der älteste und größte Konzertsaal Berlins war von Anfang an wegen seiner hervorragenden Akustik viel gerühmt. Hier konzertierten die größten Künstler ihrer Zeit, wie Niccolò Paganini, Franz Liszt, Clara und Robert Schumann, Anton Grigorjewitsch Rubinstein, Johannes Brahms oder Richard Strauss.

„Ich bin von Kopf bis Fuß auf Liebe eingestellt“ auf Electrola, aufgenommen in der Singakademie 1930, Schellackplatte

Von 1926 bis 1943 entstanden hier eine ganze Reihe von Schallplatteneinspielungen: ab Herbst 1926 machte die Electrola zahlreiche Aufnahmen, so mit der Staatskapelle Berlin unter Dirigenten wie Leo Blech, Erich Kleiber und Otto Klemperer, aber auch der weltbekannte Ufa-Filmsong Ich bin von Kopf bis Fuß auf Liebe eingestellt von Marlene Dietrich wurde in der Sing-Akademie aufgenommen (Musik und Text: Friedrich Hollaender und seine Jazz-Symphoniker. Electrola EG 1770 (Matr.: BLR 6033-1), 6. Februar 1930). 1932 schloss die Telefunken-Platte einen Exklusivvertrag mit der Sing-Akademie und hatte nunmehr das alleinige Recht für Schallplattenaufnahmen in ihrem Saal; die technischen Aufnahmeeinrichtungen wurden im Keller des Gebäudes untergebracht. Jedes Jahr erfolgten mehrere hundert Einspielungen, so mit den Berliner Philharmonikern unter Wilhelm Furtwängler oder Willem Mengelberg, mit Künstlern wie Peter Igelhoff oder Peter Kreuder.

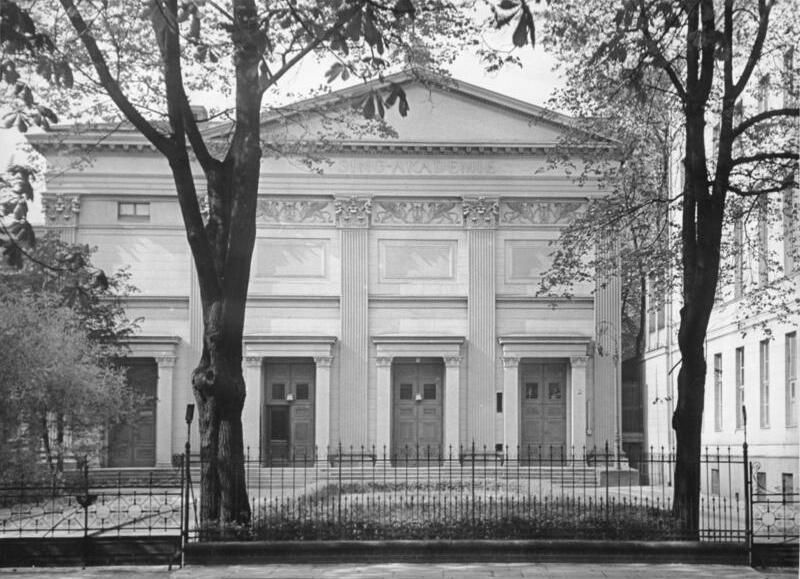
Gebäude der Sing-Akademie 1941 mit dem Seitenanbau (links) von Martin Gropius

Die Sing-Akademie vermietete den großen Saal jedoch ebenso für zumeist wissenschaftliche Veranstaltungen an die Großen und Bedeutenden ihrer Zeit: Alexander von Humboldt hielt hier vom Dezember 1827 bis März 1828 seine „Kosmos-Vorlesungen“, Rudolf Virchow einen Vortrag Goethe als Naturforscher, Ferdinand Graf von Zeppelin Die Eroberung der Luft, Ernst Haeckel Vorträge, unter anderem Der Kampf um den Entwicklungs-Gedanken und Über unsere gegenwärtige Kenntnis vom Ursprung des Menschen, Berthold Auerbach Goethe und die Erzählungskunst oder – gehalten jeweils für den Wissenschaftlichen Verein in der Sing-Akademie – der Freund Heinrich Schliemanns, Friedrich Adler, einen Vortrag Die Weltstädte in der Baukunst, Heinrich Adolf von Bardeleben Ueber die Theorie der Wunden und die neueren Methoden der Wundbehandlung, Alexander Braun Die Eiszeit der Erde, Ernst Curtius Die Akropolis von Athen und viele weitere.
Vom 22. Mai bis September 1848 tagte die Preußische Nationalversammlung im Gebäude der Sing-Akademie zu Berlin.
Am 23. November 1943 wurde das Haus durch einen Fliegerangriff schwer beschädigt. Die unschätzbar wertvolle Notenbibliothek war zuvor auf Betreiben des damaligen Sing-Akademie-Direktors Georg Schumann ausgelagert und somit vor der Vernichtung bewahrt worden. Die Sing-Akademie mit Mitgliedern aus der gesamten Stadt Berlin verlegte infolge der Beschädigung des Hauses ihre Arbeit nach Steglitz (Titania-Palast).

### Eigentumsfrage
Das Stammhaus am Kastanienwäldchen wurde nach Ende des Zweiten Weltkrieges durch die sowjetische Besatzungsmacht beschlagnahmt, unter sowjetische Verwaltung gestellt und 1947 als Theaterhaus des benachbarten Hauses der Kulturen der Sowjetvölker wieder aufgebaut. 1952 zog das Maxim-Gorki-Theater in das Gebäude.

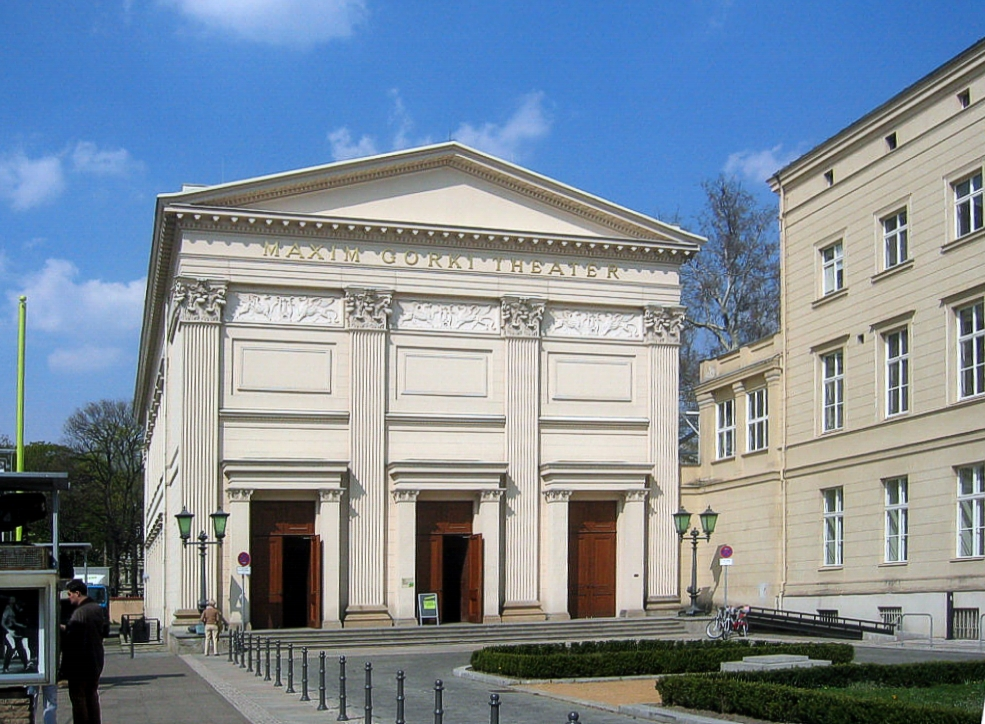
Maxim-Gorki-Theater
(1827–1943 Sing-Akademie zu Berlin)

Mitte der 1960er Jahre wurde die Sing-Akademie zu Berlin durch die DDR-Verwaltung kurzerhand aus dem Grundbuch als Eigentümerin des Stammhauses am Kastanienwäldchen widerrechtlich gestrichen und stattdessen „Eigentum des Volkes“ eingetragen. Seit 1991 bemühte sich die Sing-Akademie um Berichtigung der Grundbücher und Rückgabe ihres Eigentums. Im Jahre 2004 kam es zu einem für die Sing-Akademie günstigen rechtskräftigen Urteil des Verwaltungsgerichts Berlin (Urteil der 25. Kammer vom 3. Dezember 2004–VG, AZ: 25 A 240.99), wonach die Sing-Akademie stets Eigentümerin ihres Hauses geblieben ist. Anzustreben sei lediglich eine Grundbuchänderung auf zivilrechtlichem Weg oder über Verhandlungen mit der Senatsverwaltung. Mit Urteil vom 7. Dezember 2012 entschied der Bundesgerichtshof, dass Grundstück und Gebäude nicht wirksam enteignet wurden und damit nach wie vor im Eigentum der Sing-Akademie stehen, sodass das beklagte Land Berlin an der Berichtigung des Grundbuchs mitwirken und zustimmen muss, dass die Sing-Akademie zu Berlin wieder als Eigentümerin in das Grundbuch eingetragen wird. Seither erhält die Sing-Akademie vom Berliner Senat eine jährliche Pachtzahlung. Das Haus ist von der 2017 neu gegründeten Stiftung der Sing-Akademie zu Berlin an das Land Berlin mit einem Langzeitvertrag verpachtet und wird vom Maxim-Gorki-Theater bespielt. Die Chöre der Sing-Akademie zu Berlin proben derzeit vor allem in der St. Elisabethkirche und Villa an der Invalidenstraße sowie gelegentlich in der Universität der Künste Berlin. Seit 2016 sucht die Stiftung der Sing-Akademie zu Berlin nach einem eigenen Haus oder zu bebauenden Grundstück im Innenstadtbereich.

### Umgebung
Das zum hundertjährigen Bestehen der Institution 1891 auf dem Platz vor dem Haus errichtete Büsten-Denkmal für Fasch, ein Werk des Berliner Bildhauers Fritz Schaper (1841–1919), wurde in den 1930er Jahren abgebaut. Die Bronzebüste wurde vom Direktor der Sing-Akademie 1947 dem Märkischen Museum als Depositum übergeben (heute: Stiftung Stadtmuseum Berlin). Das Denkmal des Chor-Gründers Carl Friedrich Christian Fasch wurde im Januar 2011 mit dem nach historischen Fotografien rekonstruierten Granitsockel und der Bronzebüste Fritz Schapers wieder aufgestellt.

## Archiv der Sing-Akademie

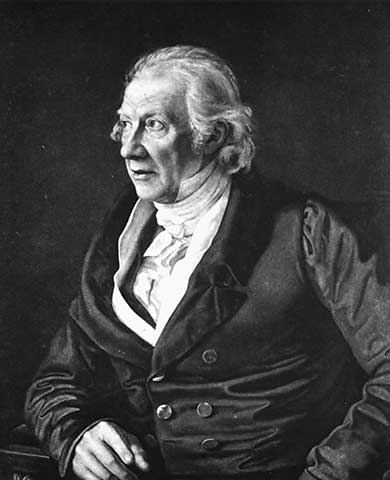
Carl Friedrich Zelter, Direktor der Sing-Akademie zu Berlin 1800–1832, Initiator der Archivsammlung

Carl Friedrich Zelter (1756–1832), Freund von Johann Wolfgang von Goethe und Nachfolger Faschs im Direktorenamt, hatte das Archiv der Sing-Akademie für Chor- und Orchesteraufführungen angelegt und vor allem erheblich erweitert. Prägend wurde dabei der Umstand, dass unter Zelters Ägide zahlreiche Einzelsammlungen von Berliner Kapellmusikern und Musikliebhabern, von denen viele – oder ihre Erben – Mitglieder der Sing-Akademie waren, zum Archiv gelangten und kompetente Persönlichkeiten mit weitreichenden Verbindungen, wie der Sammler Georg Poelchau, an verantwortlicher Position standen. Das Archiv beinhaltet per 2004 5.170 Kompositionen. Etwa 80 Prozent davon sind Handschriften und Autographe, darunter singuläre Quellen zum kompositorischen Schaffen der beiden ältesten Söhne Johann Sebastian Bachs, Carl Philipp Emanuel Bach und Wilhelm Friedemann Bach. Zu den wichtigsten Dokumenten gehören das bis zum Auffinden des Archivs in der Musikwissenschaft lediglich unvollständig vorliegende oratorische Vokalwerk Carl Philipp Emanuel Bachs sowie weitere Kompositionen der Bach-Familie, darunter das Alt-Bachische Archiv, eine Sammlung von Kompositionen der Vorväter Johann Sebastian Bachs. Das Archiv umfasst des Weiteren wesentliche Bestände der Musik der Königlichen Hofkapelle und der Hofoper aus der Zeit Friedrichs des Großen mit Kompositionen von Carl Heinrich Graun, Johann Joachim Quantz, Christoph Schaffrath, Johann Friedrich Agricola und einen großen Bestand an geistlichen Werken von Georg Philipp Telemann.

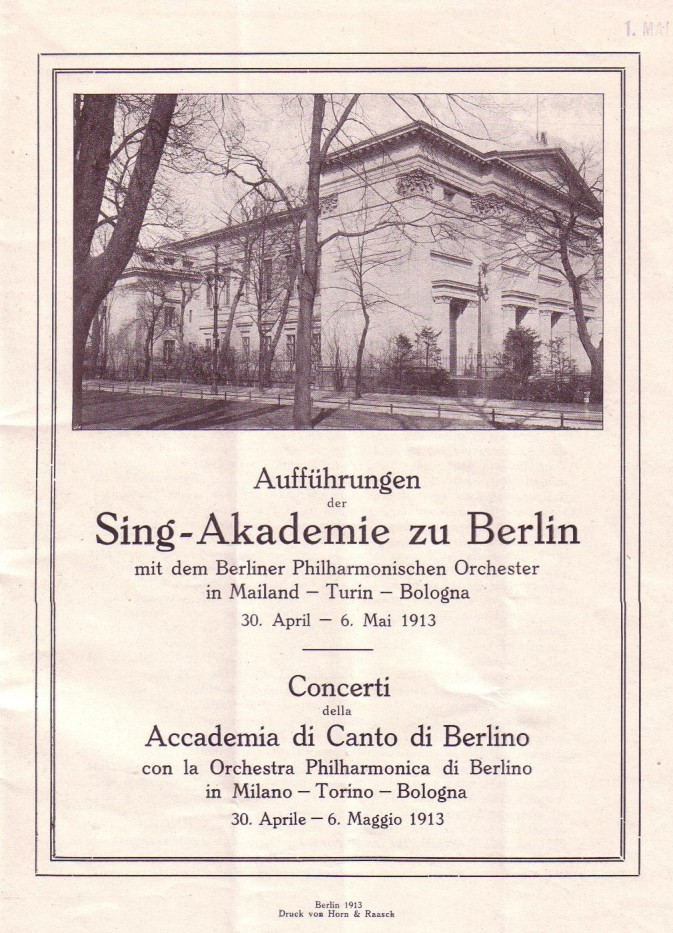
Konzertreise nach Italien mit den Berliner Philharmonikern, 1913: Blatt aus dem 44-seitigen Programmheft.

Die Notensammlung der Sing-Akademie wurde 1943 auf Betreiben ihres Direktors Georg Schumann nach Schloss Ullersdorf im damaligen Niederschlesien ausgelagert und damit vor der sicheren Vernichtung bewahrt, da kurze Zeit später das Haus der Sing-Akademie durch Brandbomben stark beschädigt wurde. Das Archiv, das alle Direktoren der Institution stets mit Argusaugen beobachtet, erhalten und weiterentwickelt hatten, galt seit 1945 als verschollen. Vom Auslagerungsort verschwanden die wertvollen Kisten in den Wirren der Nachkriegszeit anscheinend spurlos. Einziger Anhaltspunkt, so ergaben Recherchen eines Vorstandsmitgliedes der Sing-Akademie Jahrzehnte später, bestand darin, dass ein ukrainisches Regiment der Roten Armee als letzte Einheit vor dem Verlust der Bestände in diesem Gebiet Schlesiens gekämpft hatte.
Im Jahre 1999 entdeckte Christoph Wolff die Sammlung nach langer Suche in Kiew. Ein halbes Jahrhundert war sie im Archiv-Museum für Literatur und Kunst der Ukraine als Fonds 441 aufbewahrt worden. Sie befindet sich aufgrund der Fürsorge des Archiv-Museums in einem exzellenten Zustand. Trotz gleicher Auffassungen von der Unteilbarkeit von Archiven übergab die Sing-Akademie zu Berlin der Ukraine 33 Kompositionen aus ihrem wertvollen Archiv als Geschenk und zum Dank für die sorgfältige Betreuung ihres Notenbestandes. Es handelt sich dabei um Handschriften und Drucke slawischer Provenienz.
Die Rückkehr des Notenarchivs der Sing-Akademie markiert einen bedeutenden Erfolg in der Frage der Restitution von kriegsbedingt verbrachtem Kulturgut. Es ist das wertvollste deutsche Kulturgut, das nach dem Fall der Mauer aus einem Land der früheren Sowjetunion nach Deutschland zurückgekehrt ist. Symbolisch übergab im Jahr 2001 der ukrainische Präsident Leonid Kutschma Bundeskanzler Gerhard Schröder eine Komposition Johann Sebastian Bachs aus dem Archiv. Damit befindet sich dieses wieder im Besitz der Sing-Akademie und ist heute in der Staatsbibliothek zu Berlin aufbewahrt.
Am 15. Mai 2002 fand in der Berliner Philharmonie ein Festakt anlässlich der Rückgabe des Archivs der Sing-Akademie mit Bundesaußenminister Joschka Fischer und dem ukrainischen Botschafter, Anatolij Ponomarenko, statt. In Kooperation mit dem renommierten Alte-Musik-Ensemble der Lautten Compagney wurden seit 2006 zahlreiche Werke aus dem Archiv zur modernen Erstaufführung gebracht (u. a. im Konzerthaus Berlin, beim Rheingauer Musik Festival, auf den Tagen Alter Musik Herne), spartiert und ediert (darunter Stücke der Bach-Familie, von Telemann, Heinichen, Johann Theile u. v. a.) Im Ortus-Verlag erscheint eine Reihe mit Quelleneditionen aus dem Archiv der Sing-Akademie. Der Katalog ist über RISM einsehbar (Sigel: B-SA), einige Teile der Sammlung sind digitalisiert, die Noten sind der Öffentlichkeit über den Lesesaal und die Kataloge der Musikabteilung der Staatsbibliothek Berlin zugänglich.

## Direktoren
- 1791–1800: Carl Friedrich Christian Fasch
- 1800–1832: Carl Friedrich Zelter
- 1833–1851: Carl Friedrich Rungenhagen
- 1853–1876: Eduard Grell
- 1876–1900: Martin Blumner
- 1900–1950: Georg Schumann, danach Ehrendirigent bis 1952
- 1950–1973: Mathieu Lange
- 1973–1999: Hans Hilsdorf
- 2002–2006: Joshard Daus
- seit 2006: Kai-Uwe Jirka (künstlerischer Leiter), Friederike Stahmer (musikalische Leiterin des Mädchenchores), Christian Filips (Programmleiter und Dramaturg)

## Persönlichkeiten als Mitglieder und Förderer

### Singende Mitglieder
- August Wilhelm Bach (Bass)
- Woldemar Bargiel, sowie dessen Eltern: Mariane und Adolph Bargiel
- Albert Becker
- Johann Friedrich Bellermann (Tenor)
- Heinrich Bellermann
- Ludwig Berger
- Moritz August von Bethmann-Hollweg (Bass)
- Otto von Bismarck (Bass)
- Johann Wilhelm Bornemann (Bass)
- Carl von Brühl (Bass) und Ehefrau Jenny von Pourtalès
- Peter Cornelius
- Eduard Devrient (Bass, Ehrenmitglied)
- Rebecka Dirichlet
- Karl Anton Eckert
- Ludwig Erk
- Ludwig Fischer
- Ludwig Hellwig (Tenor)
- Gustav Graben-Hoffmann
- Fanny Hensel, Schwester Felix Mendelssohn Bartholdys
- Friedrich Wilhelm Jähns
- Amalie Joachim (Altistin, Ehrenmitglied)
- Hermann Kawerau
- Bernhard Klein (Komponist)
- Christian Gottfried Körner
- Theodor Körner
- Heinrich Kotzolt
- Friedrich Wilhelm Kücken
- Franz Kugler
- Johann Georg Gottlieb Lehmann (Tenor)
- Martin Hinrich Lichtenstein (Bass)
- Albert Lortzing (Tenor)
- Felix Mendelssohn Bartholdy (Ehrenmitglied ab 1828), zeitweise mit bis zu 19 Familienmitgliedern im Chor[18]
- Giacomo Meyerbeer (Ehrenmitglied seit 1843)
- Anna Milder-Hauptmann (Sopranistin, Ehrenmitglied) und Schwester Jeannette Bürde
- Friedrich Nicolai
- Otto Nicolai (Bass)
- Juliane Pappritz, Frau von Carl Friedrich Zelter
- Lili Parthey
- Georg Poelchau (Tenor)
- Ferdinand von Radziwill
- Gustav Reichardt (Bass)
- Carl Martin Reinthaler
- Carl Gottlieb Reißiger
- Friedrich August Reißiger
- Carl Ritschl
- Henriette Rosenstiel, Frau von Johann Gottfried Schadow
- Ernst Rudorff
- Wilhelm Rust
- Pauline von Schätzel
- Susanne Schinkel (Sopran)
- Friedrich Schleiermacher (Tenor) und seine Frau, Henriette von Willich
- Jette Solmar (Sopranistin)
- Gaspare Spontini
- Julius Stern (Tenor)
- Wilhelm Taubert (Ehrenmitglied)
- Helene Troschel, Frau von Christoph Wilhelm Hufeland
- Auguste Türrschmidt
- Sidonie Voitus, Mitbegründerin der Singakademie
- Franz Wüllner

### Fördernde Mitglieder
- Pastor Heinrich Albertz
- Bettina von Arnim
- Peter Beuth
- Alfred Braun
- Adelbert von Chamisso
- Johann Gottlieb Fichte
- Johann Wolfgang von Goethe
- Georg Wilhelm Friedrich Hegel
- Wilhelm von Humboldt
- Alexei Fjodorowitsch Lwow (Ehrenmitglied, 1841)
- Christian Daniel Rauch
- Friedrich von Raumer
- Ernst Reuter und Ehefrau Hanna Reuter
- Abbate Fortunato Santini (Ehrenmitglied, 1837)
- Friedrich Schlegel
- Johann Gottfried Schadow
- Friedrich Schiller
- Karl Friedrich Schinkel
- André Schmitz
- Clara Schumann
- Carl Maria von Weber
- Conrad Wiedemann
- Johann Gottlob Friedrich Zenker